# Olivier Tchatchoua
Olivier Tchatchoua, né le 4 avril 1982, est un footballeur international camerounais. Il évolue au poste de défenseur durant les années 2000.
Il fait toute sa carrière au sein de clubs camerounais et joue au Sable FC, au Canon Yaoundé, et à l'Impôts FC/ Il connaît en 2001 sa seule sélection en équipe du Cameroun lors de la Coupe des confédérations.

## Biographie
En club, Olivier Tchatchoua joue en faveur du Sable FC, du Canon Yaoundé, et de l'Impôts FC.
Il connaît une sélection en équipe du Cameroun lors de l'année 2001. Il fait partie de la sélection camerounaise lors de la Coupe des confédérations 2001. Il ne joue toutefois aucun match lors de cette compétition.